# Patrick Joseph Sullivan
Patrick Joseph Sullivan, född 17 mars 1865 i grevskapet Cork, död 8 april 1935 i Santa Barbara, Kalifornien, var en amerikansk republikansk politiker. Han representerade delstaten Wyoming i USA:s senat 1929-1930.
Sullivan föddes på Irland och kom 1888 till USA. Han flyttade 1892 till Casper, Wyoming.
Sullivan var ledamot av Wyoming House of Representatives, underhuset i delstatens lagstiftande församling, 1894-1896 och 1898-1900. Han var borgmästare i Casper 1897-1898.
Senator Francis E. Warren avled 1929 i ämbetet. Sullivan blev utnämnd till senaten men han bestämde sig för att inte kandidera i fyllnadsvalet följande år. Robert D. Carey vann fyllnadsvalet och efterträdde 1930 Sullivan som senator.
Sullivans grav finns på Highland Cemetery i Casper.